# 常滑テレビ中継局
常滑テレビ中継局（とこなめテレビちゅうけいきょく）は、愛知県常滑市に開局した地上デジタルテレビの中継局。

## 送信施設局概要
| リモコン キーID | 放送局名       | 物理 チャンネル | 空中線電力 | ERP   | 放送対象 地域 | 放送区域 内世帯数 | 偏波面   |
| --------------- | -------------- | --------------- | ---------- | ----- | ------------- | ----------------- | -------- |
| 2               | NHK 名古屋教育 | 39ch            | 3W         | 10.5W | 全国          | 約42,700世帯      | 水平偏波 |
| 3               | NHK 名古屋総合 | 34ch            | 3W         | 10.5W | 愛知県        | 約42,700世帯      | 水平偏波 |
| 10              | TVA テレビ愛知 | 26ch            | 3W         | 10.5W | 愛知県        | 約42,700世帯      | 水平偏波 |

## 所在地
- 常滑市樽水字奥平 「本宮山」[1]

## 放送エリア
- 常滑市・半田市・碧南市・知多郡阿久比町・知多郡美浜町・知多郡武豊町・知多市・三重県鈴鹿市・四日市市・津市の各一部、約42,700世帯[2]。

## 歴史
- 2009年11月25日 予備免許交付
- 2009年11月30日 試験放送開始
- 2010年1月25日 免許交付[3]
- 2010年1月28日 放送開始

## その他
- 全局デジタル新局での開局。
- 中京広域圏民放4局（CBC・THK・NBN・CTV）は、当地に中継局を置いておらず、名古屋親局もしくは海を挟んだ三重県伊勢市の伊勢中継局からの電波を受信する。